# SEVA
Die SEVA (oder SEVA-Lotteriegenossenschaft) war eine Schweizer Lotterie mit Sitz in Bern. Sie war im Jahr 1933 als Lotteriegenossenschaft für Seeschutz, Verkehrswerbung und Arbeitsbeschaffung (SEVA) in Form einer Genossenschaft gegründet worden und besass das Lotteriemonopol im Kanton Bern. Mitte der 1980er Jahre löste die verschiedentlich zweckentfremdete Verwendung des Lotteriefonds durch die Kantonsregierung die Berner Finanzaffäre aus. 2003 ging die SEVA in der Gesellschaft Swisslos auf.

## Geschichte
Lotterien und gewerbsmässige Wetten waren 1915 in der Schweiz verboten worden, doch 1923 wurden privat organisierte Lotterien, die gemeinnützigen oder wohltätigen Zwecken dienten, vom Verbot ausgenommen. In der Weltwirtschaftskrise der 1930er Jahre entwickelte sich das Lotteriewesen unkontrolliert, worauf vier staatlich kontrollierte Lotteriegesellschaften entstanden und ein Monopol schufen. Den Anfang machte 1933 die Berner SEVA-Lotterie, 1937 folgten die Loterie Romande und die Interkantonale Landeslotterie (heute Swisslos), die beide durch interkantonale Konkordate geregelt waren. Zuletzt kam 1938 die Sport-Toto-Gesellschaft hinzu.
Die SEVA-Lotteriegenossenschaft war durch den Kanton Bern gegründet worden, «um das Glücksspiel um Geld der liberalen Marktwirtschaft und damit der Gefahr des Überbordens zu entziehen». Benannt war sie nach ihren ursprünglichen Verwendungszwecken: Seeuferschutz, Verkehrswerbung und Arbeitsbeschaffung. Später förderte sie Kultur, Denkmalpflege, Heimat-, Natur- und Umweltschutz, Tourismus sowie gemeinnützige und wohltätige Stiftungen. Zu den Produkten der SEVA gehörten unter anderem Aufreiss- und Rubbellose sowie Pferdewetten, wobei die Genossenschaft oft mit den drei anderen Schweizer Lotteriegesellschaften zusammenarbeitete. Besonders viele Einnahmen generierte das 1970 gemeinsam eingeführte Schweizer Zahlenlotto.
Von Gesetzes wegen musste die Hälfte der Einnahmen an die Lotteriegewinner ausgerichtet werden, während der Rest in den kantonalen Lotteriefonds floss. Über dessen Verwendung entschied jeweils der Regierungsrat des Kantons Bern. Eine Aufsicht durch unabhängige Kontrollorgane existierte hingegen nicht, was mit der Zeit verschiedentlich zur zweckentfremdeten Verwendung von Geldern aus dem Lotteriefonds führte. Der kantonale Revisor Rudolf Hafner machte dies 1984 als Whistleblower öffentlich und löste dadurch die Berner Finanzaffäre aus. Über den teilweise mit Lotteriegeldern gespiesenen Budgetposten «Unvorhergesehenes» finanzierte der Regierungsrat grosszügig berntreue und antiseparatistische Organisationen in der Jurafrage. Besonders folgenreich war die Aufdeckung gesetzeswidriger Zuwendungen an die Aktion bernisches Laufental in der Höhe von mehr als 330'000 Franken, die es dieser Organisation erlaubt hatten, die 1983 durchgeführte Abstimmung über den möglichen Kantonswechsel des Laufentals zum Kanton Basel-Landschaft entscheidend zu ihren Gunsten zu beeinflussen. Nachdem das Bundesgericht die Annullierung des Ergebnisses verfügt hatte, entschieden sich die Laufentaler in der sechs Jahre später durchgeführten Wiederholung für den Kantonswechsel. Im Zuge der Finanzaffäre wurde auch aufgedeckt, dass Lotterie-Erträge von je rund 10'000 Franken jährlich bei jeder der 14 Direktionen der Kantonsverwaltung eine verschleierte Spesenkasse für kleinere Ausgaben bei geselligen Anlässen speisten (verharmlosend «Kässeli» genannt). Verschiedentlich dienten sie auch zur Finanzierung von Ausflügen aktiver und ehemaliger Regierungsratsmitglieder oder für private Ausgaben. Stossend waren die Spesenkassen insbesondere deshalb, weil für ähnliche Zwecke jeder Regierungsrat bereits eine Repräsentationszulage von jährlich 10'000 Franken bezog.
Als Folge der Finanzaffäre erhielt die SEVA eine neue gesetzliche Grundlage mit breiter abgestützten Entscheidungsträgern und unabhängigen Revisoren. Im Laufe ihres Bestehens erwirtschaftete sie einen Gewinn von insgesamt 562 Millionen Franken. Auf Anfang 2003 trat der Kanton Bern der Interkantonalen Landeslotterie, bei und die SEVA löste sich Ende desselben Jahres auf. Die Einstellung ihrer Tätigkeit war eine Folge der Neustrukturierung im schweizerischen Lotteriewesen. Der Lotteriefonds des Kantons Bern wird seither durch Swisslos gespeist.

## Archive
- Archiv der SEVA-Lotteriegenossenschaft, 1933–2008, V SEVA im Katalog des Staatsarchivs Bern.
- Streubestände im Katalog der Burgerbibliothek Bern
- SEVA-Plakate im Online-Katalog der Basler Plakatsammlung